# Nazionale femminile di pallavolo della Repubblica Ceca
La nazionale femminile di pallavolo della Repubblica Ceca è una squadra europea composta dalle migliori giocatrici di pallavolo della Repubblica Ceca ed è posta sotto l'egida della Federazione pallavolistica della Repubblica Ceca.

## Rosa
Segue la rosa delle giocatrici convocate per la Volleyball Nations League 2025.
| N° | Nome                | Ruolo | Data di nascita  | Squadra                 |
| -- | ------------------- | ----- | ---------------- | ----------------------- |
| 1  | Ema Kneiflová       | C     | 22 giugno 2002   | Marcq-en-Barœul         |
| 3  | Elen Jedličková     | C     | 1º dicembre 2005 | Ostrava                 |
| 4  | Silvie Pavlová      | C     | 20 maggio 1997   | Dukla Liberec           |
| 5  | Eva Svobodová       | S     | 6 maggio 1997    | Bordeaux-Mérignac       |
| 6  | Helena Havelková    | S     | 25 luglio 1988   | Cangrejeras de Santurce |
| 7  | Magdalena Bukovská  | S     | 28 aprile 2003   | Venelles                |
| 8  | Ela Koulisiani      | C     | 1º ottobre 2002  | Venelles                |
| 9  | Daniela Digrinová   | L     | 19 ottobre 2000  | Tchalou                 |
| 10 | Kateřina Valková    | P     | 6 febbraio 1996  | Alba-Blaj               |
| 11 | Veronika Dostálová  | L     | 7 aprile 1992    | Olymp Praha             |
| 14 | Lucie Kolářová      | L     | 2 settembre 2000 | Dukla Liberec           |
| 15 | Magdaléna Jehlářová | C     | 16 gennaio 2000  | LOVB Atlanta            |
| 16 | Michaela Mlejnková  | S     | 26 luglio 1996   | Bergamo 1991            |
| 17 | Klára Faltínová     | S     | 23 dicembre 1997 | Kalisz                  |
| 20 | Květa Grabovská     | P     | 29 maggio 2002   | Azərreyl                |
| 25 | Monika Brancuská    | O     | 19 novembre 2004 | Olymp Praha             |
| 28 | Bára Rejmanová      | S     | 9 marzo 2008     | Olymp Praha             |

## Risultati

### Competizioni FIVB
| 1952 | non esistente   | -            |
| 1956 | non esistente   | -            |
| 1960 | non esistente   | -            |
| 1962 | non esistente   | -            |
| 1967 | non esistente   | -            |
| 1970 | non esistente   | -            |
| 1974 | non esistente   | -            |
| 1978 | non esistente   | -            |
| 1982 | non esistente   | -            |
| 1986 | non esistente   | -            |
| 1990 | non esistente   | -            |
| 1994 | 9º posto        | Convocazioni |
| 1998 | non qualificata | -            |
| 2002 | 19º posto       | Convocazioni |
| 2006 | non qualificata | -            |
| 2010 | 15º posto       | Convocazioni |
| 2014 | non qualificata | -            |
| 2018 | non qualificata | -            |
| 2022 | 18º posto       | Convocazioni |

| 2018 | non qualificata | -            |
| 2019 | non qualificata | -            |
| 2021 | non qualificata | -            |
| 2022 | non qualificata | -            |
| 2023 | non qualificata | -            |
| 2024 | non qualificata | -            |
| 2025 | 11º posto       | Convocazioni |

### Competizioni CEV
| 1949 | non esistente   | -            |
| 1950 | non esistente   | -            |
| 1951 | non esistente   | -            |
| 1955 | non esistente   | -            |
| 1958 | non esistente   | -            |
| 1963 | non esistente   | -            |
| 1967 | non esistente   | -            |
| 1971 | non esistente   | -            |
| 1975 | non esistente   | -            |
| 1977 | non esistente   | -            |
| 1979 | non esistente   | -            |
| 1981 | non esistente   | -            |
| 1983 | non esistente   | -            |
| 1985 | non esistente   | -            |
| 1987 | non esistente   | -            |
| 1989 | non esistente   | -            |
| 1991 | non esistente   | -            |
| 1993 | non esistente   | -            |
| 1995 | 10º posto       | Convocazioni |
| 1997 | 3º posto        | Convocazioni |
| 1999 | non qualificata | -            |
| 2001 | 11º posto       | Convocazioni |
| 2003 | 11º posto       | Convocazioni |
| 2005 | non qualificata | -            |
| 2007 | 9º posto        | Convocazioni |
| 2009 | 10º posto       | Convocazioni |
| 2011 | 8º posto        | Convocazioni |
| 2013 | 10º posto       | Convocazioni |
| 2015 | 11º posto       | Convocazioni |
| 2017 | 12º posto       | Convocazioni |
| 2019 | non qualificata | -            |
| 2021 | 15º posto       | Convocazioni |
| 2023 | 8º posto        | Convocazioni |

| 2009 | non qualificata | -            |
| 2010 | non qualificata | -            |
| 2011 | 4º posto        | Convocazioni |
| 2012 | 1º posto        | Convocazioni |
| 2013 | non qualificata | -            |
| 2014 | non qualificata | -            |
| 2015 | non qualificata | -            |
| 2016 | non qualificata | -            |
| 2017 | non qualificata | -            |
| 2018 | 3º posto        | Convocazioni |
| 2019 | 1º posto        | Convocazioni |
| 2021 | 4º posto        | Convocazioni |
| 2022 | 2º posto        | Convocazioni |
| 2023 | 3º posto        | Convocazioni |
| 2024 | 2º posto        | Convocazioni |

### Competizioni estinte
| 1993 | non esistente   | -            |
| 1994 | non qualificata | -            |
| 1995 | non qualificata | -            |
| 1996 | non qualificata | -            |
| 1997 | non qualificata | -            |
| 1998 | non qualificata | -            |
| 1999 | non qualificata | -            |
| 2000 | non qualificata | -            |
| 2001 | non qualificata | -            |
| 2002 | non qualificata | -            |
| 2003 | non qualificata | -            |
| 2004 | non qualificata | -            |
| 2005 | non qualificata | -            |
| 2006 | non qualificata | -            |
| 2007 | non qualificata | -            |
| 2008 | non qualificata | -            |
| 2009 | non qualificata | -            |
| 2010 | non qualificata | -            |
| 2011 | non qualificata | -            |
| 2012 | non qualificata | -            |
| 2013 | 14º posto       | Convocazioni |
| 2014 | 22º posto       | Convocazioni |
| 2015 | 15º posto       | Convocazioni |
| 2016 | 18º posto       | Convocazioni |
| 2017 | 16º posto       | Convocazioni |

| 2018 | non qualificata | -            |
| 2019 | 2º posto        | Convocazioni |
| 2022 | 6º posto        | Convocazioni |
| 2023 | non qualificata | -            |
| 2024 | 1º posto        | Convocazioni |